# Aaata finchi
Aaata finchi ist eine Käferart aus der Familie der Prachtkäfer. Es handelt sich um den größten bekannten Prachtkäfer der Paläarktischen Region, möglicherweise auch der ganzen Welt.

## Merkmale
Aaata finchi ist einheitlich braun gefärbt und erreicht eine Körperlänge von 70 Millimeter und mehr. Die Körperoberfläche ist, abgesehen von Erhebungen der Oberflächenskulptur, mit einer feinen, sandweißen filzartigen Behaarung bedeckt. Der Halsschild besitzt in der Mitte einen Längseindruck und an den Seiten jeweils eine erhabene, glatte, gebogene Linie sowie eine Anzahl fleckenartiger Erhebungen. Die Flügeldecken sind gerunzelt mit glatten und glänzenden, erhabenen Runzeln, die aber kein bestimmtes Muster bilden.

## Verbreitung
Das Verbreitungsgebiet dieser seltenen Art liegt in Belutschistan, einer Wüstenregion im Südosten des Iran, die sich teilweise bis nach Pakistan und Afghanistan erstreckt. Als Fundort ist in der Erstbeschreibung Karatschi genannt.

## Systematik
Die Art ist nahe verwandt mit der  Gattung Julodis und wurde zunächst als Julodis finchi beschrieben, benannt nach B. Finch, der das erste bekannte Exemplar der Londoner Zoologischen Gesellschaft überließ. Von den  Arten der Gattung Julodis unterscheidet sich Aaata finchi vor allem durch die Größe von sieben Zentimetern und mehr (im Gegensatz zu zwei bis vier Zentimetern), so dass sie von Semenow 1906 in eine eigene Gattung gestellt wurde. Der Name dieser bislang monotypischen Gattung ist durch den Dreifachvokal ein Kuriosum und gehört zu den allerersten Gattungsnamen des Tierreichs im Alphabet. Gleichwohl ist er auch grammatisch korrekt – (gr.) aaatos kommt z. B. bei Homer vor, es bedeutet etwa „unverletzlich, unverbrüchlich, göttlich rein“. Die weibliche Form folgt wohl dem Geschlecht von Buprestis.

## Marktwert
Im Handel mit  präparierten Insekten (dem wissenschaftlich arbeitende Entomologen in aller Regel sehr kritisch gegenüberstehen) zählt Aaata finchi zu den begehrten Raritäten. Mit Spitzenpreisen von mehreren hundert Euro für ein Exemplar ist sie eine der am teuersten gehandelten Prachtkäferarten.